# فيليكس إدوارد غيران-منفيل
فيليكس إدوارد غيران-منفيل (بالفرنسية: Félix Édouard Guérin-Méneville)‏ (و. 1799 – 1874 م) هو أحيائي، وعالم حشرات، وعالم قشريات من فرنسا . ولد في تولون .
توفي في باريس، عن عمر يناهز 75 عاماً.

## جوائز
حصل على جوائز منها:
- وسام جوقة الشرف من رتبة فارس.